# Fahy
Fahy (toponimo francese) è un comune svizzero di 350 abitanti del Canton Giura, nel distretto di Porrentruy.

## Monumenti e luoghi d'interesse

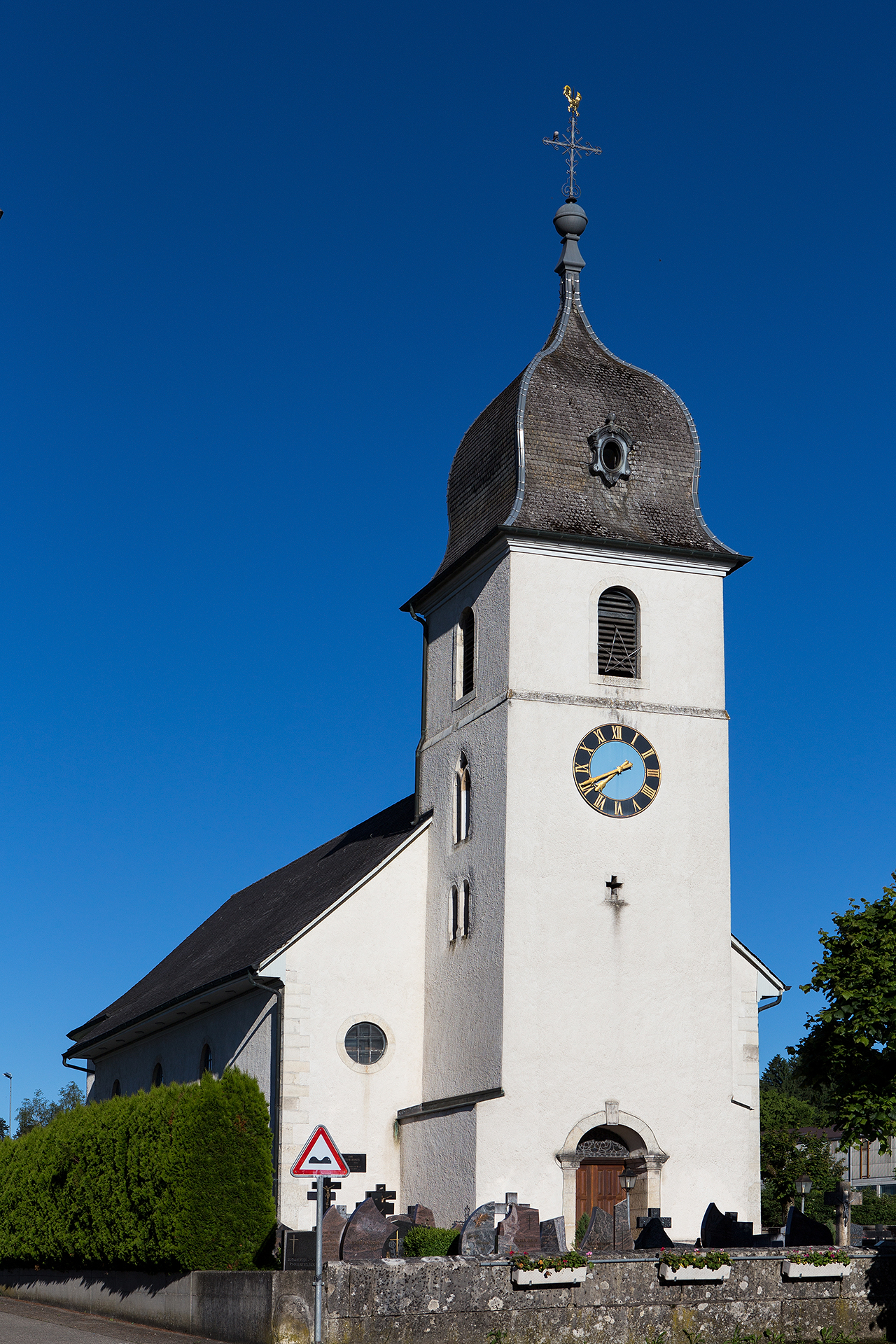
La chiesa di San Pietro

- Chiesa cattolica di San Pietro, eretta nel 1787-1788 da Pierre-François Paris[1].

## Società

### Evoluzione demografica
L'evoluzione demografica è riportata nella seguente tabella:
Abitanti censiti

## Amministrazione
Dal 1836 comune politico e comune patriziale sono uniti nella forma del commune mixte.